# Гилязов, Ильшат Фаритович
Ильшат Фаритович Гилязов (1 января 1960, с. Староянбаево, Балтачевский район, Башкирская АССР, РСФСР, СССР — 6 марта 2022, Нефтекамск, Республика Башкортостан, Россия) — российский скульптор, мастер ручной ковки. Заслуженный художник Республики Башкортостан (2012). Член Союза художников России с 1997 года.

## Биография
Гилязов Ильшат Фаритович родился 1 января 1960 года в с. Староянбаево Балтачевского района БАССР.
Армейскую службу проходил в Германии. Служил в отдельном разведывательном батальоне при танковой дивизии в группе советских войск в ГДР.
В 1985 году окончил Художественно-графический факультет Башкирского государственного педагогического института. После окончания института работал в Нефтекамске учителем рисования.
Член творческой группы «Мирас» с 1997 года.
Работы скульптора находятся в БГХМ им. М. В. Нестерова (Уфа), Нефтекамской картинной галерее, в картинной галерее «Мирас» (г. Нефтекамск, РБ), Мемориальном доме-музее Габдуллы Галиева (Батырши).
В последние годы жил и работал в г. Нефтекамске. Как скульптор работал с металлом (чёрный металл, алюминий и бронза), льдом. Его дипломная работа «Девушка со скрипкой» была также выполнена из металла — алюминия.
Скончался 6 марта 2022 года от последствий коронавируса в Нефтекамске.
Прощание состоится 8 марта в Нефтекамске в 10:00. Похороны прошли в родном селе Староянбаево.

## Работы
Памятник Солдату Победы в Нефтекамске.
Скульптуры «Голос будущего», «Девушка со скрипкой», «Ледовые городки».

## Выставки
Гилязов Ильшат Фаритович — участник республиканских, зональных, региональных, межрегиональной, всероссийских, всесоюзных и международной выставок с 1985 года.

## Награды и звания
Заслуженный художник Республики Башкортостан (1997).
Дипломант республиканской выставки-конкурса на лучшее произведение изобразительного искусства, посвящённое личности и подвигам Салавата Юлаева и его сподвижников (2004, Уфа) в номинации «Скульптура» (III премия и диплом III степени).